# Stephen Dalton
Stephen Dalton (Stephen Gary George Dalton), né le 23 avril 1954 Leicester, est un Air chief marshal (général d'armée aérienne) de la Royal Air Force, lieutenant-gouverneur de Jersey de 2017 à 2022 et président de la Royal Aeronautical Society.

## Biographie

### Carrière
Stephen Dalton est diplômé en ingénierie aéronautique de l'université de Bath en 1976 en tant que cadet. Il devient officier en 1977 et pilote de SEPECAT Jaguar basés au Royaume-Uni et en Allemagne. Il est Squadron leader (commandant) en 1984. Nommé Wing commander (lieutenant-colonel) il commande l'unité No. 13 Squadron RAF (en) équipé de Panavia Tornado. À ce titre il participe à l'opération Southern Watch en Irak. Il est promu group captain (colonel) en 1994 et prend la direction de la base RAF Coltishall (en) à Norwich en 1997.
Par la suite il occupe des postes d'état-major. Il est nommé air commodore (général de brigade aérienne) et directeur du programme Eurofighter Typhoon au ministère de la défense puis chef des opérations aériennes. Dans ce rôle il supervisera l'opération Telic lors de la guerre d'Irak en 2003. Il devient Air vice-marshal (général de division aérienne) cette même année avec un rôle de Controller Aircraft (en). En 2007 il devient Air marshal (général de corps aérien) et Air chief marshal (général d'armée aérienne) en 2009. Il prend sa retraite en 2013 à la suite de désaccords avec le ministre au Conseil de la Défense.

### Activités ultérieures
Il est vice-président du Yorkshire Air Museum (en) en 2009, puis président en 2015. En 2017, il devient président de la Royal Aeronautical Society.
Il est nommé lieutenant-gouverneur de Jersey en 2017,, fonction qu'il occupe jusqu'en 2022.

## Distinctions
- Queen's Commendation for Valuable Service (en) (1987)
- Compagnon, Commandeur puis Grand-Croix de l'Ordre du Bain (2006, 2009, 2012)